# João Lopes Marques

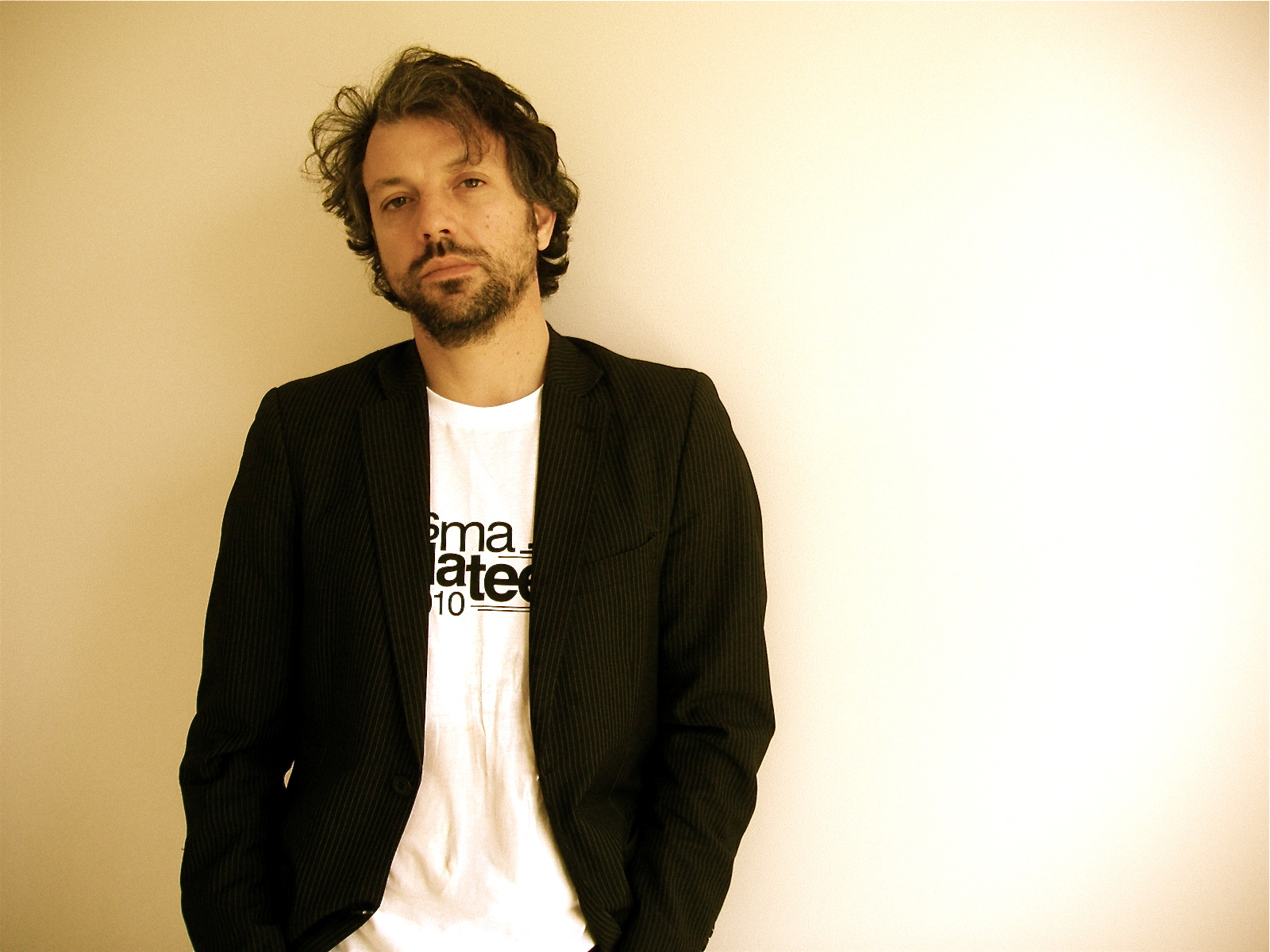
Escritor João Lopes Marques.

João Lopes Marques (Lisboa, 29 de agosto de 1971) es un escritor, periodista, guionista y bloguero portugués residente en Estonia desde 2006. Escribe artículos de opinión en revistas y periódicos tanto estonios como portugueses. Ha publicado tres novelas y dos antologías de sus artículos de prensa.
Sus novelas reflejan su predilección por los temas históricos y por la búsqueda de identidad de los pueblos y personas.  

## Formación en Portugal
Estudió Relaciones Internacionales y Periodismo y su carrera se inició en el periódico Diario de Noticias, en marzo de 1995. Desde entonces ha trabajado con varias de las mejores publicaciones portuguesas.  Actualmente, escribe artículos de viajes y columnas para las revistas Rotas & Destinos  y sábado y colabora con la agencia de noticias portuguesa Lusa.  También es guionista del programa de la RTP  Cuidado com a Língua! (enlace roto disponible en Internet Archive; véase el historial, la primera versión y la última)..

## Obras

### Portugal
- O Plano Merkel. Como Angela Merkel decide o nosso destino, Marcador, 2013. ISBN 978-989-75-4004-2
- Choque Cultural, Marcador, 2012, ISBN 9789898470454
- Iberiana, Sextante Editora, 2011, ISBN 9789720071323
- Terra Java, Oficina do Livro, 2008. ISBN 9895553994
- O Homem que Queria Ser Lindbergh, Oficina do Livro, 2007, ISBN 9789895553129

### España
- "Circo Vicioso", traductora Rocío Ramos, Blablabla Media, 2010. ISBN 978-989-96584 0-0

### Estonia
- "Estonia: paradise without palm trees", Hea Lugu OÜ, 2012, ISBN 9789949489206
- "Eesti ilu välimääraja" ("Prontuario de la belleza estónia"), traductora Teve Floren, Hea Lugu OÜ, 2011, ISBN 9789949489060
- "Minu ilus eksiil Eestis" (Mi hermoso exilio en Estonia), traductora Teve Floren, Eesti Ajalehed AS, 2010, ISBN 9789949444618
- "Minu väga ilus eksiil Eestis" (Mi muy hermoso exilio en Estonia), traductora Teve Floren, Eesti Ajalehed AS, 2011, ISBN 9789949478514
- "Mees, kes tahtis olla Lindbergh", translators Teve Floren and Maarja Kaplinski, Eesti Ajalehed AS, 2010, ISBN 9789949444717

## Microcuentos
De su pasión por los microrrelatos, cultivada desde la primera juventud, surgió el blog Circo Vicioso en el que comparte con sus seguidores grandes dosis de ironía, surrealismo, humor e ideas en un formato micro lleno de juegos de palabras y dobles sentidos.
Con el fin de agradecer la buena respuesta pública de estos microcuentos, una selección de los que consideró mejores fueron publicados por el propio autor a través de Bubok primero en una edición portuguesa (Circo Vicioso I, 2009) y después en edición bilingüe portugués-castellano (Circo Vicioso, 2010).

## Relación con Estonia
Vive en Tallin desde 2006. Allí es conocido escritor y columnista que escribe sobre Estonia y los estonios bajo su perspectiva de extranjero voluntariamente exiliado en artículos en el diario Eesti Ekspress (enlace roto disponible en Internet Archive; véase el historial, la primera versión y la última). (Expreso de Estonia), la revista semanal NaisteMaailm (Mujeres en el mundo) y en el portal femenino Naine24 Postimees. En 2011 fue invitado a clausurar la conferencia TEDxEdges en Lisboa, cuyo tema era “el poder multiplicador de la curiosidad”,  donde hizo una interesante exposición, no exenta de humor, sobre la forma en que lidia con su propia curiosidad. 
Es conocido en el mundo 2.0 gracias a su blog y, sobre todo, por ser la persona residente en Estonia con más seguidores en Twitter (40.000)

## Relación con España
La novela Iberiana, que comienza con el robo del Guernica, cuadro de Pablo Picasso, refleja la pasión del autor por los temas ibéricos. En esta tercera novela, la mayoría de los personajes son vascos que buscan sus imaginarias raíces en el Cáucaso, donde en tiempos existió un reino llamado "Ibéria".
Paralelamente, João Lopes Marques desarrolla un proyecto bilingüe de microcuentos con la zamorana Rocío Ramos. El primer volumen de esta decalogía ibérica fue presentado en la sede de la Fundación Rei Afonso Henriques en octubre de 2010.

## Premios
En 1995 recibió el Premio de Ensayo del Clube Português de Imprensa. En 2012 fue uno de los dos portugueses ganadores del Premio de Periodismo de Viajes del Clube de Jornalistas y Halcón Viajes.